# سانتی نگوم
سانتی نگوم (انگلیسی: Santy Ngom؛ زادهٔ ۷ مارس ۱۹۹۳) بازیکن فوتبال اهل سنگال است که در پست مهاجم بازی می‌کند.
از باشگاه‌هایی که در آن بازی کرده‌است می‌توان به باشگاه فوتبال گنگام اشاره کرد.
وی همچنین در تیم ملی فوتبال سنگال بازی کرده‌است.